# Hylobius
Hylobius là một chi bọ cánh cứng trong họ Curculionidae).

## Các loài
Loài gồm có:

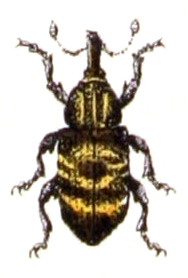
Hylobius abietis

- Hylobius abietis Linnaeus, 1758 — pine weevil
- Hylobius aliradicis Warner, 1966 — miền nam pine root weevil
- Hylobius alpheus Reiche, 1857
- Hylobius congener Dalla Torre et al., 1943 — seedling debarking weevil
- Hylobius excavatus Laicharting, 1781
- Hylobius graecus Pic, 1902
- Hylobius huguenini Reitter, 1891
- Hylobius pales Herbst, 1797 - pales weevil
- Hylobius pinastri Gyllenhaal, 1813 — pine weevil
- Hylobius pinicola Couper, 1864 — Couper collar weevil
- Hylobius radicis Buchanan, 1935 — pine root collar weevil
- Hylobius rhizophagus Benjamin & Walker, 1963 — root tip weevil, Millers
- Hylobius transversovittatus Goeze, 1777 — Goeze root-boring weevil
- Hylobius warreni Wood, 1957 — Warren's collar weevil

## Hình ảnh

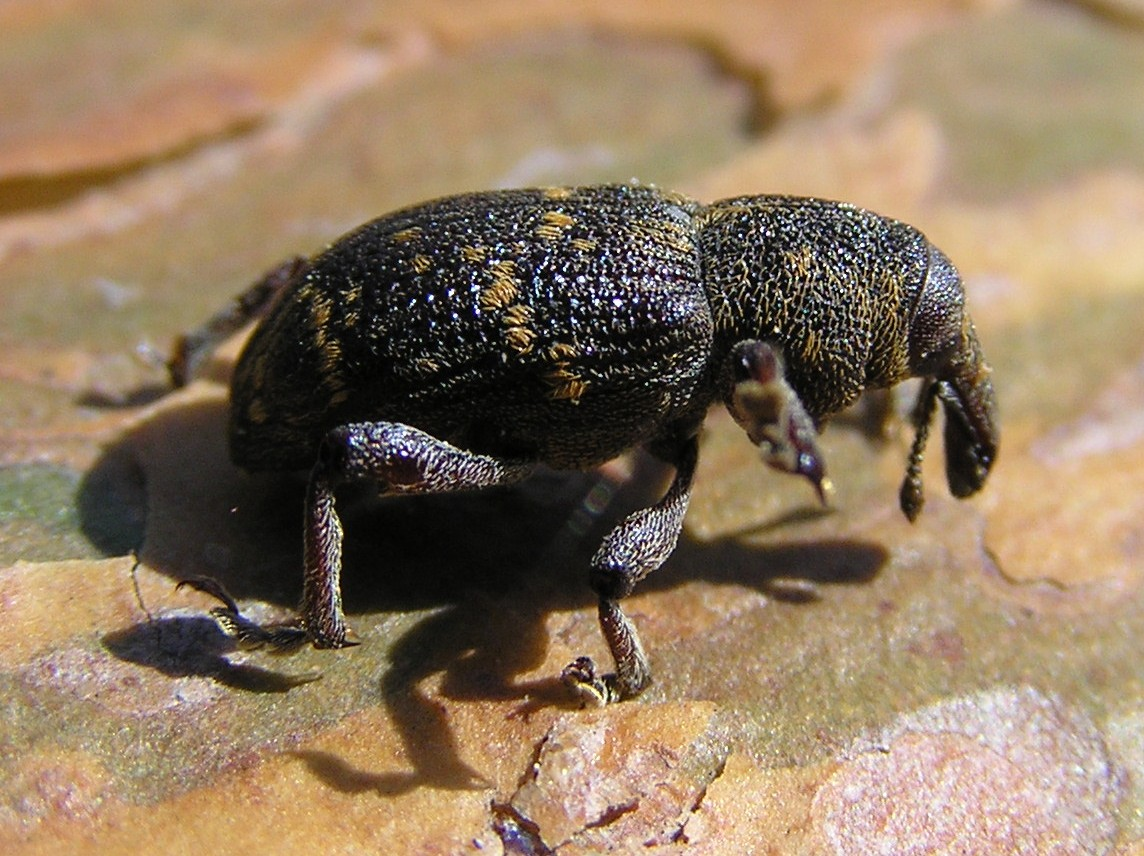
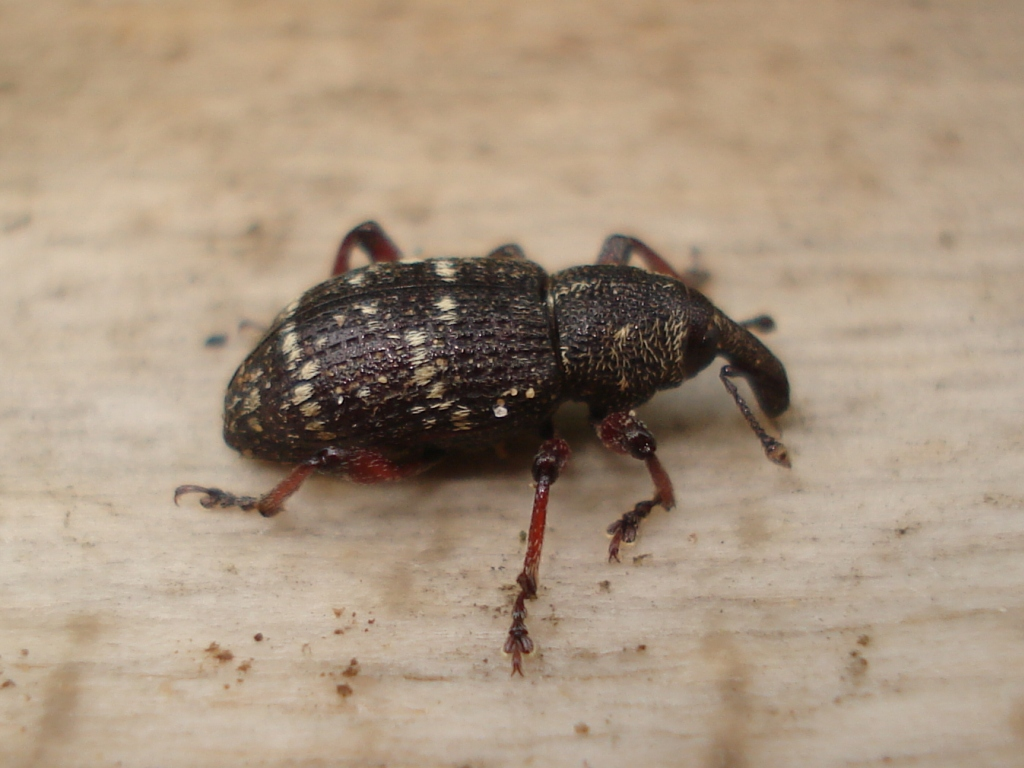
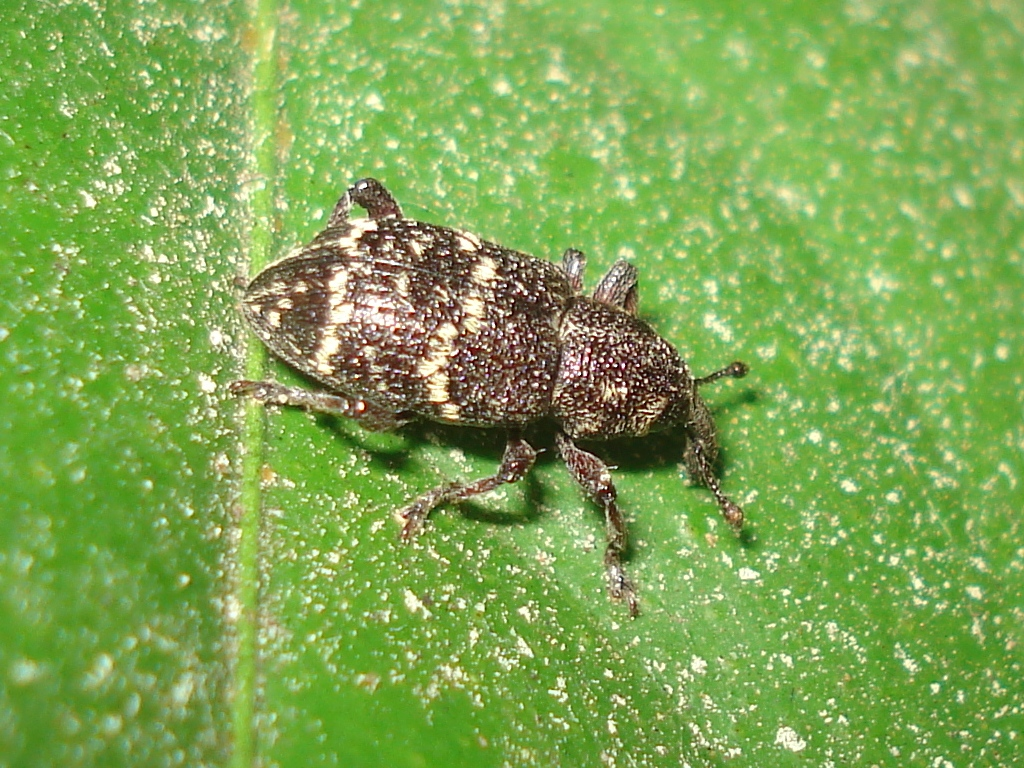